# 2010년 아시안 게임 체조
제16회 아시안 게임 체조 경기(Gymnastics at the 2010 Asian Games)는 2010년 11월 13일에서 26일까지 중국 광저우 아시안 게임 타운 체육관에서 기계 체조, 리듬 체조, 트램폴린 부문으로 나뉘어 진행되었다. 체조 경기에 걸린 금메달 수는 남녀 합쳐 18개였다.